# Alfonso Lombardi

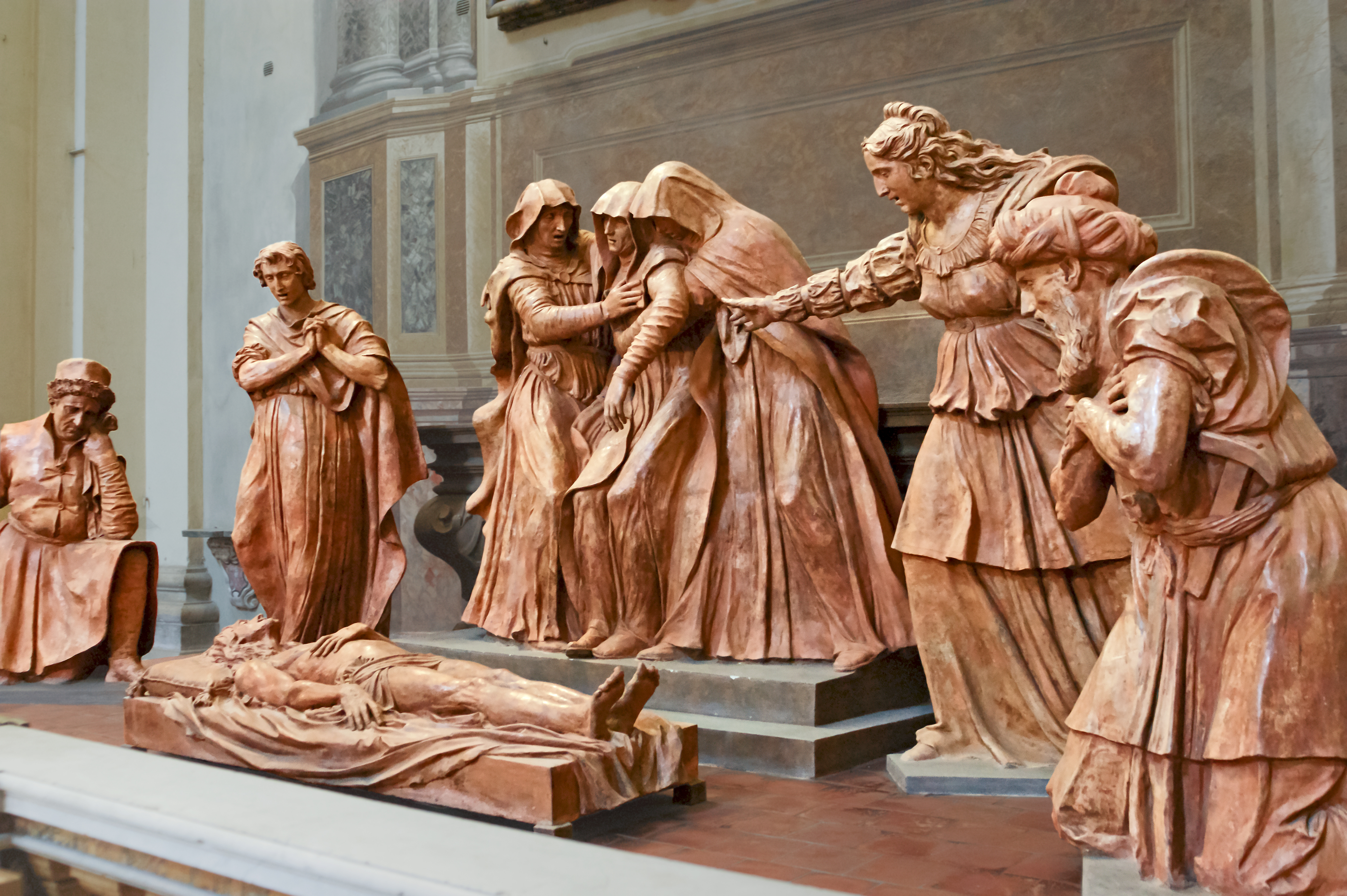
Klagovisa för den döda Kristus

Alfonso Lombardi, född omkring 1497 i Ferrara, död 1537 i Bologna, var en italiensk skulptör.
Lombardi var huvudsakligen verksam i Bologna. Till hans främsta arbeten räknas marmorgruppen Kristi Uppståndelse i San Petronio i Bologna och en serie reliefbilder på sockeln till Sankt Dominicus grav i San Domenico i Bologna. Han var också en mästare att i målade lerfigurer nå ett naturalistiskt uttryck. De större kompositionerna utmärker sig genom en sluten uppbyggnad och ädel gestaltning.